# Edward Dmytryk
Edward Dmytryk (n. 4 septembrie 1908, Grand Forks⁠(d), British Columbia, Canada – d. 1 iulie 1999, Los Angeles, California, SUA) a fost un regizor de film american de origine canadiană. A fost cel mai cunoscut pentru filmele sale noir din anii 1940 și a primit o nominalizare la premiul Oscar pentru cel mai bun regizor pentru regia filmului Omul fără uniformă (Crossfire , 1947).

## Filmografie
- 1935 Șoimul (The Hawk)
- 1940 Emergency Squad
- 1940 Golden Gloves
- 1940 Mystery Sea Raider
- 1940 Her First Romance
- 1941 The Devil Commands
- 1941 Under Age
- 1941 Sweetheart of the Campus
- 1941 The Blonde from Singapore
- 1941 Secrets of the Lone Wolf
- 1941 Confessions of Boston Blackie
- 1942 Contraspionaj (Counter-Espionage)
- 1942 Seven Miles from Alcatraz
- 1943 Copiii lui Hitler (Hitler's Children)
- 1943 The Falcon Strikes Back
- 1943 Captive Wild Woman
- 1943 Dincolo de răsărit (Behind the Rising Sun)
- 1943 Tender Comrade
- 1944 Criminalul meu drag (Murder, My Sweet)
- 1945 Întoarcerea la Bataan (Back to Bataan)
- 1945 Cornered
- 1946 Till the End of Time
- 1947 So Well Remembered
- 1947 Omul fără uniformă (Crossfire)
- 1949 Obsession
- 1949 Casa mult visată (Give Us This Day)

- 1952 Mutiny
- 1952 Pândarul (The Sniper)
- 1952 Opt bărbați de fier
- 1953 The Juggler
- 1954 Revolta de pe Caine (The Caine Mutiny)
- 1954 Lancea ruptă (Broken Lance)
- 1955 The End of the Affair
- 1955 Mercenarul (Soldier of Fortune)
- 1955 Mâna stângă a lui Dumnezeu (The Left Hand of God)
- 1956 Muntele (The Mountain)
- 1956 Raintree County
- 1956 Tinerii lei (The Young Lions)
- 1959 Warlock
- 1959 Îngerul albastru (The Blue Angel)
- 1962 Pe drumul sălbatic (Walk on the Wild Side)
- 1962 Sfântul îndărătnic (The Reluctant Saint)
- 1964 Aventurierii (The Carpetbaggers)
- 1964 Unde s-a dus dragostea (Where Love Has Gone)
- 1965 Miraj (Mirage)
- 1966 Alvarez Kelly
- 1968 Debarcarea de la Anzio (Anzio)
- 1968 Shalako
- 1972 Barbă albastră (Bluebeard)
- 1976 El e fratele meu (He Is My Brother)
- 1976 The "Human" Factor